# سیوربایوو
سیوربایوو (انگلیسی: Syurbayevo) یک شهرک در شهرستان کیگینسکی استان باشقیرستان کشور روسیه است.